# Dreamer Deceiver
«Dreamer Deceiver» (укр. Мрійник-обманщик) — павер-балада англійського хеві-метал-гурту Judas Priest, що увійшла до їхнього студійного альбому 1976 року Sad Wings of Destiny. На відміну від інших пісень альбому, ця пісня є «космічною баладою». Пісня відома тим, що демонструє повний вокальний діапазон Роба Гелфорда, починаючи від м'якого, тихого співу і закінчуючи пронизливим вереском. Вона була виконана гуртом у британській телевізійній програмі «The Old Grey Whistle Test» у 1975 році.
Попурі з 2 частин було випущено як сингл в Японії в 1976 році під назвою «I - Dreamer Deceiver», а друга пісня – «II - Deceiver».
Тексти пісень описують містичну фігуру, яка забирає оповідача в небо. Він опиняється «загубленим вгорі», але «в душевному спокої». Потім він доручає слухачеві спробувати знайти шлях. Соло на гітарі виконує Ґленн Тіптон. Ця пісня переходить у наступну пісню, «Deceiver», через довгий, пронизливий крик Гелфорда.

## Склад
- Роб Гелфорд  — вокал
- К. К. Даунінґ  — гітари
- Ґленн Тіптон  — гітара, піаніно
- Іен Гілл  — бас-гітара
- Алан Мур  — ударні